# 杨子刚
杨子刚（1958年9月—），男，河北人，中华人民共和国外交官，曾任中华人民共和国驻苏里南共和国特命全权大使和中华人民共和国驻厄立特里亚国特命全权大使。

## 生平
1975年，进入中华人民共和国外交部工作，先后在外交部办公厅、常驻联合国代表团、驻赞比亚大使馆、驻纽约总领事馆任职。1999年，任外交部办公厅副主任。2007年，任外交部驻香港特派员公署副特派员。2010年，任驻美国大使馆公使。2013年3月，出任中华人民共和国驻苏里南大使。2016年，任外交部正司级干部。2017年1月，出任中华人民共和国驻厄立特里亚大使。2020年2月，自驻厄立特里亚大使离任。

## 家庭
已婚，有一女。

## 荣誉

### 外国勋章奖章
- 棕榈大绶荣誉勋章（苏里南，2016年4月8日于帕拉马里博总统府颁发[6]）